# Muhlbach-sur-Munster
Muhlbach-sur-Munster je občina v departmaju Haut-Rhin francoske regije Alzacija.
Leta 1990 je v občini živelo 631 oseb oz. 80 oseb/km².